# احتلال اليابان
عند نهاية الحرب العالمية الثانية تم احتلال اليابان من قبل قوات الحلفاء بقيادة الولايات المتحدة الأمريكية بالاشتراك مع المملكة المتحدة وأستراليا. كانت تلك هي المرة الأولى في التاريخ الذي احتلت فيه اليابان من قبل دولة أجنبية. انتهى الاحتلال بتوقيع معاهدة السلام في سان فرانسيسكو في 8 سبتمبر 1951، وبتطبيق الاتفاقية في 28 أبريل 1952 رجعت اليابان دولة مستقلة من جديد.
كان هذا التواجد العسكري الاحتلال الأجنبي الوحيد في تاريخ اليابان. بإصرار من ماكارثر، بقي الإمبراطور هيروهيتو على العرش الإمبراطوري. واستبدل مجلس الوزراء في زمن الحرب بحكومة يقبلها الحلفاء تلتزم بتنفيذ شروط إعلان بوتسدام، الذي دعا من بين أمور أخرى إلى أن تصبح البلاد ديمقراطية برلمانية. بدأت الحكومة اليابانية بإشراف ماكارثر إصلاحات اجتماعية شاملة وإصلاحات اقتصادية تشبه «الصفقة الجديدة» الأمريكية في ثلاثينيات القرن العشرين في عهد الرئيس روزفلت. أُلغي الدستور الياباني واستُبدل بدستور جديد كتبته الولايات المتحدة، وأصبحت سلطات الإمبراطور الواسعة نظريًا، والتي لم تقيدها من قبل سوى الاتفاقيات التي نضجت ببطء، محدودة جدًا بموجب القانون. ومنعت المادة التاسعة من الدستور اليابان بوضوح من الاحتفاظ بقوة عسكرية أو شن الحرب لتسوية النزاعات الدولية.
انتهى الاحتلال رسميًا بدخول معاهدة السلام مع اليابان (معاهدة سان فرانسيسكو) حيز التنفيذ، والتي وقعت في 8 سبتمبر 1951، ودخلت حيز التنفيذ بدءًا من 28 أبريل 1952، ومن خلالها استُعيدت سيادة اليابان على أراضيها بالكامل باستثناء جزر ريوكيو. ولكن فرض الولايات المتحدة لمعاهدة التعاون الأمني بين الولايات المتحدة واليابان في نفس الوقت ضمن بقاء عشرات الآلاف من الجنود الأمريكيين في اليابان حتى أجل غير مسمى.
يمكن تقسيم فترة احتلال اليابان إلى ثلاث مراحل: الجهود الأولية لمعاقبة اليابان وإصلاحها؛ والجهود التالية ضمن ما عُرف باسم «المسار المعاكس» التي هدفت إلى قمع المعارضة وإنعاش الاقتصاد الياباني لدعم الولايات المتحدة في الحرب الباردة؛ وإقامة معاهدة سلام رسمية وتحالف عسكري دائم.

## خلفية

### الخطط الأولى
بدأ التخطيط الأميركي لاحتلال اليابان بعد الحرب في فبراير 1942، حين أنشأ الرئيس فرانكلين روزفلت «اللجنة الاستشارية للسياسة الخارجية بعد الحرب» لتقديم المشورة بشأن إعادة إعمار ألمانيا وإيطاليا واليابان بعد الحرب. وبخصوص المسائل المتعلقة باليابان، تلت هذه اللجنة لجنة أصغر وهي «اللجنة المشتركة بين الإدارات المعنية بالشرق الأقصى»، التي اجتمعت 234 مرة بين خريف 1942 وصيف 1945، وأجرت مناقشات متكررة مع الرئيس.
خلال الحرب، خططت دول الحلفاء لتقاسم اليابان فيما بينها، كما حدث عند احتلال ألمانيا. ولكن بموجب الخطة النهائية، تقرر منح القائد الأعلى لقوات الحلفاء سيطرة مباشرة على الجزر الرئيسية في اليابان (هونشو وهوكايدو وشيكوكو وكيوشو) والجزر المحيطة تمامًا، في حين قُسمت مستعمرات اليابان الخارجية بين دول الحلفاء على النحو التالي:
- الاتحاد السوفيتي: كوريا الشمالية وجنوب سخالين (كارافاتو) وجزر كوريل.
- الولايات المتحدة: كوريا الجنوبية وأوكيناوا وجزر أمامي وجزر أوغاساوارا (جزر بونين) والمستعمرات اليابانية في ميكرونيزيا.
- الصين: تايوان وبسكادورز.

في أوائل أغسطس 1945، ومع احتمال استسلام اليابان، أوصت هيئة الأركان المشتركة الأمريكية الرئيس ترومان بتعيين قائد مسرح المحيط الهادئ الجنرال دوغلاس ماكارثر قائدًا أعلى لقوات الحلفاء للإشراف على استسلام اليابان واحتلالها. وافق ترومان، وطلب ماكارثر من موظفيه في مانيلا التجهز لاحتلال اليابان.
في محاولة لاحتلال أكبر قدر ممكن من الأراضي اليابانية، واصلت القوات السوفيتية عملياتها العسكرية الهجومية حتى بعد استسلام اليابان، ما تسبب في خسائر كبيرة في صفوف المدنيين. وشملت هذه العمليات المعارك الأخيرة في جزر كوريل وجنوب سخالين بعد نهاية أغسطس 1945 بفترة. لم يتمكن الاتحاد السوفييتي من احتلال أي جزء من الجزر اليابانية الأصلية، ويرجع ذلك جزئيًا إلى المعارضة الأمريكية الكبيرة، وعدم رغبة ستالين في وضع القوات السوفييتية تحت إمرة ماكارثر المباشرة، واهتمامه بتدعيم النفوذ الشيوعي السوفييتي في أوروبا لا في آسيا.

## استسلام اليابان
استسلمت اليابان إلى قوات الحلفاء في 14 أغسطس 1945 عندما أعلمت الحكومة اليابانية قوات الحلفاء قبول إعلان بوتسدام. وفي اليوم التالي أعلن الإمبراطور هيروهيتو استسلام اليابان الغير مشروط على المذياع لأول مرة يسمع فيه الشعب الياباني صوت إمبراطورهم وهو اليوم الذي يعتبر آخر يوم في الحرب العالمية الثانية. في ذات اليوم قام الرئيس الأمريكي هاري ترومان بتعيين الجنرال دوغلاس ماكارثر كقائد أعلى لقوات التحالف للإشراف على احتلال اليابان. كانت قوى التحالف قد اتفقت على تقسيم اليابان فيم بينها مثلما حدث في احتلال ألمانيا، إلا أنه في النهاية منح القائد الأعلى لقوات التحالف حكماً مباشرا على جزر اليابان الرئيسية (هونشو، هوكايدو، شيكوكو، كيوشو)، وتم تقسيم حكم الجزر المحيطة والمناطق الأخرى بين قوات الحلفاء على الشكل التالي:
- الاتحاد السوفيتي : كوريا الشمالية (احتلال غير كامل)، سخالين وجزر كوريل
- الولايات المتحدة: كوريا الجنوبية (احتلال غير كامل)، أوكيناوا، جزر أمامي، جزر أوغاساوارا، وممتلكات اليابان في مايكرونيزيا
- الصين : تايوان، وبسكادورز.

وصل الجنرال ماكارثر إلى طوكيو في 30 أغسطس وقام بإقرار عدة قوانين فورية،
- عدم السماح لأي من جنود الحلفاء بإهانة أي مواطن ياباني
- منع رفع العلم الياباني (مع شعار الشمس) بشكل مؤقت حتى رفع المنع عام 1948.

كانت من أهم مسؤوليات ماكارثر هي وضع شبكة لتوزيع الطعام وذلك بعد حل الحكومة وتدمير محلات البيع في المدن الرئيسية فقد كان الشعب يعاني الجوع، وعلى الرغم من جميع الجهود فإن الملايين من اليابانيين لم يتمكنوا من الحصول على الطعام بانتظام لعدة سنوات بعد الاستسلام.

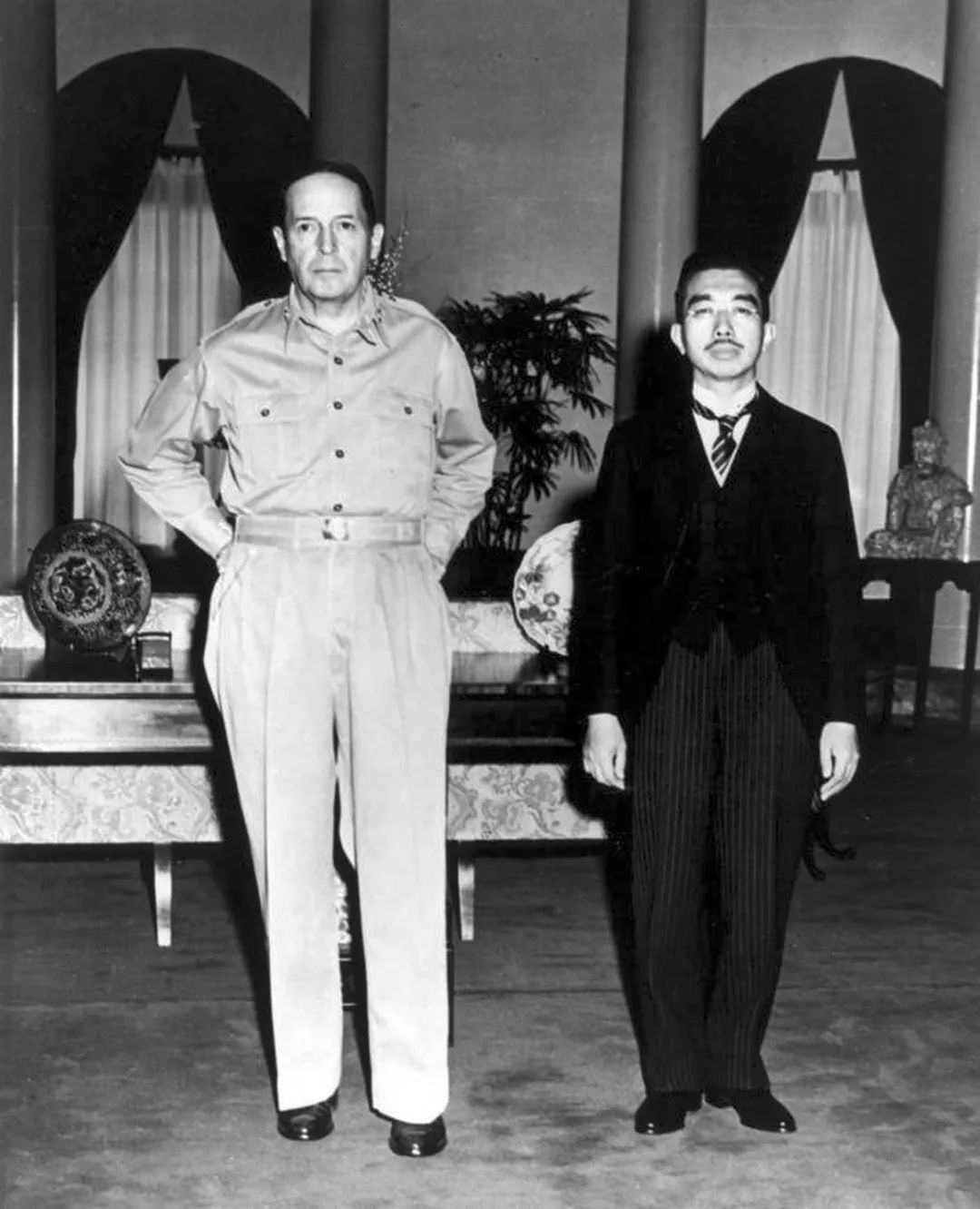
دوغلاس ماكارثر مع الإمبراطور هيروهيتو

التقى ماكارثر مع الإمبراطور هيروهيتو في 27 سبتمبر والصورة التي تجمعهما تعتبر من أهم الصور في التاريخ الياباني على الرغم من ملابس الجنرال ماكارثر العسكرية دون أي ربطة عنق إلا أنه يعتقد أن الجنرال قد قام بذلك عن قصد لإرسال رسالة للإمبراطور بأن دولته هي تحت الاحتلال.
رفض ماكارثر أي مطالبات من دول التحالف لمحاكمة الإمبراطور هيروهيتو كمجرم حرب، كما عمل على إقناع العائلة الإمبراطورية التي طالبت الإمبراطور بالتخلي عن سلطته بالبقاء عليها لعدم إشعال أي اضطراب في الشعب الياباني غير متوقعة.
ومع نهاية 1945 كان قد دخل إلى اليابان أكثر من 350000 جندي أمريكي. ومع 1950 تم تخفيض أعداد الجنود بشكل كبير خاصة بعد غزو كوريا الشمالية لكوريا الجنوبية حيث أرسل الكثير من الجنود إلى كوريا الجنوبية لإيقاف الزحف الكوري الشمالي.

## أعمال الاحتلال

### نزع السلاح
تم وضع الدستور الياباني لبعد الحرب تحت إشراف سلطة الاحتلال بما فيها الفقرة التاسعة (بند السلام). عملت هذه الفقرة على منع اليابان من التحول إلى قوة هجومية في المستقبل مرة أخرى، إلا أنه وبعد استقلال اليابان عملت الولايات المتحدة على الضغط على اليابان لبناء جيشها من جديد لإنشاء توازن أمام الشيوعية في آسيا بعد الثورة الصينية والحرب الكورية وبهذا أسست اليابان قوات الدفاع الذاتي.

### تحول ديمقراطي
في 1946 صادق البرلمان على دستور اليابان الذي كان مشابها للنسخة التي حضرها الجنرال ماكارثر، وشرع كتحديث لدستور ميجي. عمل الدستور الجديد على تحويل السلطة من الإمبراطور إلى الشعب وعمل على نزع السلطة من العرش الإمبراطوري وتحويله إلى رمز من رموز الدولة.
في 10 أبريل 1946، عقدت انتخابات شارك فيها 78.52% من الرجال، و 66.97% من النساء منتجة أول رئيس وزراء لليابان الحديثة، شيغه-رو يوشيدا.

### إصلاحات تعليمية
قبل وأثناء الحرب كان النظام التعليمي في اليابان يعتمد على النظام الألماني القاضي بوجود مدرسة ثانوية تليها الجامعة. بعد الاحتلال تحول التعليم الثانوي الياباني إلى ثلاث سنوات، وأضيفت المرحلة الإعدادية بفترة ثلاث سنوات وفق النظام الأمريكي، وتحول التعليم الابتدائي والإعدادي إلى تعليم إلزامي بينما بقي التعليم الثانوي اختياريًا.

## آثار الاحتلال السلبية
راجع : تطهير (أثناء احتلال اليابان)

### محاكمات مجرمي الحرب
عقدت محاكمات لمجرمي الحرب وحكم على بعضهم بالموت أو السجن إلا أن بعضهم تسوجي ماسانوبه، نوبوسكه كيشي، يوشيو كوداما لم يحاكموا، بالإضافة إلى استثناء الإمبراطور هيروهيتو وكامل أعضاء الأسرة الإمبراطورية وجميع أعضاء الوحدة 731 الذين انخرطوا في الحرب.

### اغتصاب
في أول 10 أيام من الاحتلال جرت أكثر من ألف حالة اغتصاب في محافظة كاناغاوا وحدها. وفي 4 أبريل 1946 اقتحم 50 جندي مستشفى في محافظة أوموري واغتصبوا 77 امرأة منهم نساء كانت قد وضعت حديثاً،

### رقابة
قامت قوات الاحتلال بالتعتيم على جرائم جنود التحالف كالاغتصاب ومنع ذكرها في التقارير الصحافية أو ذكر أي شيء عن قرارات قوى التحالف في التعتيم الإعلامي.

### إيقاف الصناعة
كجزء من عمليات منع اليابان من إعادة بناء جيشها قامت قوى التحالف بإيقاف الصناعة اليابانية، ولكن ومع ارتفاع أصوات دافعي الضرائب في الولايات المتحدة لإيقاف صرف أموالهم على إطعام الشعب الياباني أمرت قيادة قوات التحالف بعودة النشاط الاقتصادي إلى اليابان والتخفيف على القيود الاقتصادية .

### ترحيل
قامت القوات السوفيتية التي احتلت سخالين وجزر الكوريل بترحيل أكثر من 400 ألف ياباني من سخالين.

## نهاية الاحتلال
في عام 1949 عمل ماكارثر على تنحية قوة قوات التحالف وزيادة سيطرة القوة اليابانية على الدولة بالترافق مع توجه انتباهه للحرب الكورية مبشرا بانتهاء الاحتلال. وكان توقيع معاهدة سلام سان فرانسيسكو في 8 سبتمبر 1951 هو النهاية الرسمية للاحتلال الذي انتهى تأثيره في 28 أبريل 1952 ورجعت معه اليابان كدولة مستقلة من جديد باستثناء أوكيناوا التي بقيت تحت السيطرة الأمريكية حتى 1972، وإيو جيما التي بقيت تحت السيطرة الأمريكية حتى 1968. على الرغم من تواجد حوالي 47،000 جندي أمريكي في اليابان اليوم إلا أنها لا تعتبر قوة احتلال بل هي قوات مدعوة رسمياً من الحكومة اليابانية تحت بنود اتفاقية التعاون الأمني المشترك بين اليابان والولايات المتحدة.: